# Operator (programmering)
Programspråk har generellt operatorer inbyggda, det är operationer som beter sig som funktioner men skiljer sig syntaktiskt eller semantiskt från funktioner. Till exempel additionsoperatorn +.